# Fredrik Runsiö
Fredrik Runsiö, född 21 december 1960, är en svensk PR-konsult och författare.
Runsiö är specialiserad på krishantering.
Fredik Runsiö har en bakgrund som journalist och har även varit press- och informationschef på fackförbundet Kommunal. Utöver det har han även varit VD för PR-byrån Gullers Grupp. År 2011 grundade han kommunikationsbyrån Reformklubben tillsammans med några kolleger och blev dess vd.
Han är författare till böckerna ”Mediedrev - så överlever du” och ”Mediedrev 2.0 – handbok i överlevnad” som båda handlar om mediedrev och krishantering.